# فنجاني صغير الأبواغ
فنجاني صغير الأبواغ (الاسم العلمي: Peziza microspora) هو نوع من الفطريات يتبع جنس الفنجاني من فصيلة الفنجانية.